# Spelet: en inträngande analys av raggningsexperternas hemliga sällskap
Spelet: en inträngande analys av raggningsexperternas hemliga sällskap (engelsk originaltitel The Game: Penetrating the Secret Society of Pickup Artists) är en självbiografi av och om journalisten/skribenten Neil Strauss, som utgavs 2005.
I boken kommer Strauss i kontakt med en annan journalist och blir tillfrågad att renskriva ett "arkiv" som är cirka 450 sidor tjockt. Allt handlar om massvis av olika raggningsexperters tips och tricks om hur man raggar på bästa sätt, deras egna upplevelser etc. Strauss tar sig an uppdraget att renskriva, och i samma veva tar han kontakt med alla experterna, och "utbildar" sig själv till att bli en expert på raggning. Strauss inser till slut att hela grejen med att ragga på tjejer är som ett enda spel där det gäller att spela på rätt sätt. I början av boken påpekas detta i ett citat av Strauss: "Hata inte spelaren, hata spelet".[källa behövs]
Boken utgavs första gången på svenska 2006 av Natur & Kultur.